# Pierre Briquet (général)
Pour les articles homonymes, voir Pierre Briquet et Briquet (homonymie).
 (avril 2012).
Pierre Briquet (né le 28 décembre 1917 à Excideuil et mort le 29 décembre 1997 à Saint-Mandé) est un général français, polytechnicien (promotion 1938).

## Biographie
Il est sous-lieutenant au 53e régiment d'artillerie en septembre 1939. Fait prisonnier en juin 1940, de retour en juin 1945, il est affecté à l'École polytechnique, puis en septembre 1945 au 66e régiment d'artillerie, et en août 1946 au 2e régiment d'artillerie coloniale en Indochine d'où il revient en 1950. Chef d’escadron en octobre 1954, il commande en second le 24e régiment d'artillerie en Algérie d'octobre 1955 à novembre 1957, puis il occupe divers postes en état-major.
Lieutenant-colonel en décembre 1960, il occupe le 2e régiment d'artillerie d'octobre 1962 à novembre 1964, avant d'entrer à l'état-major particulier du président de la République où il reste jusqu'en 1967. Général de brigade en février 1968, il commande la 6e bataillon de mitrailleurs d'août 1968 à septembre 1970.
Il est directeur général de l'École polytechnique de septembre 1972 à novembre 1975.
Général de corps d'armée en août 1974, il est conseiller du Gouvernement pour la défense de mars à décembre 1977, date de son entrée dans la 2e section du cadre des officiers généraux.

## Source
- Éric Chiaradia, L'Entourage du général de Gaulle : juin 1958 – avril 1969